# Przemowa gettysburska

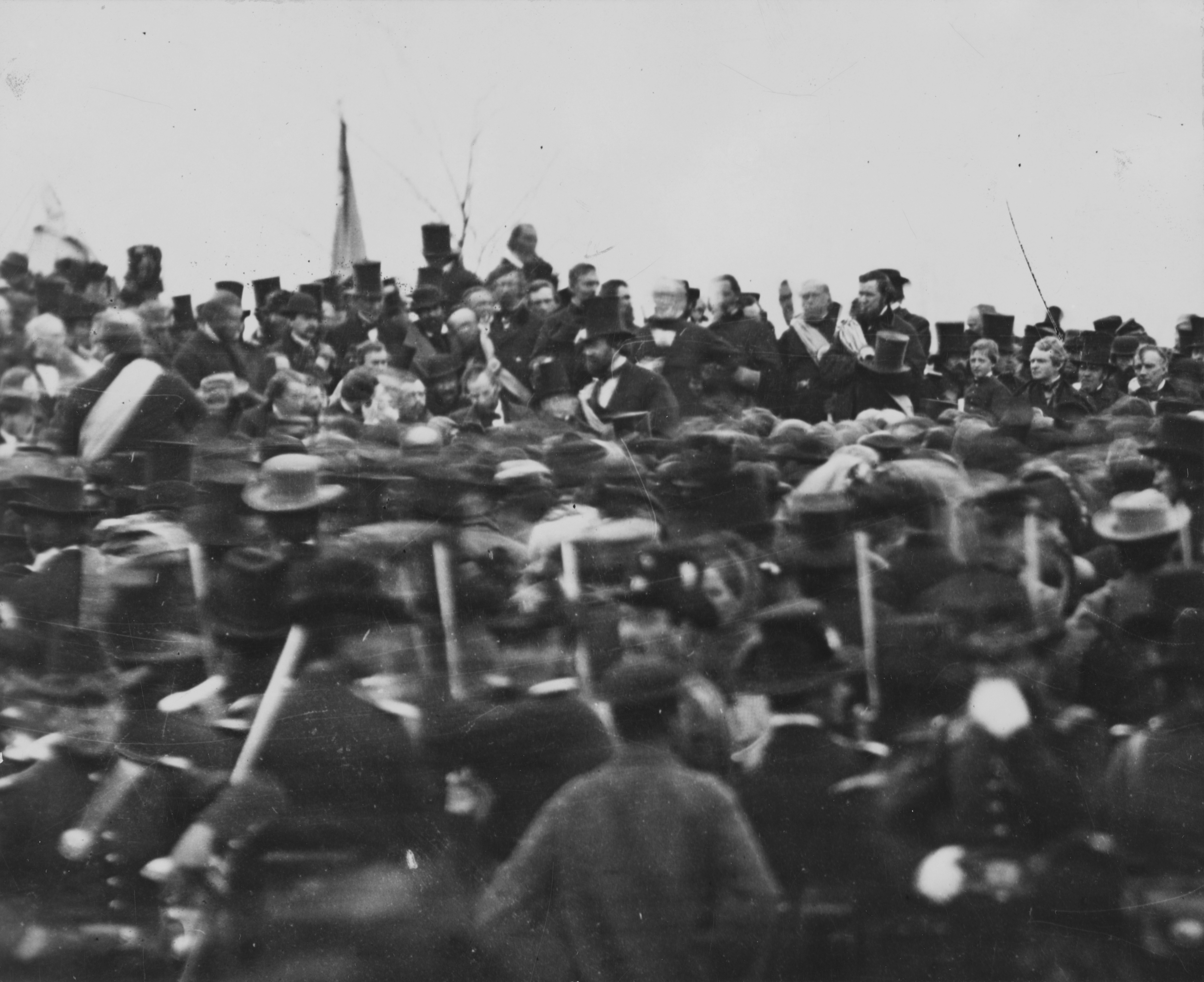
Przemowa Abrahama Lincolna

Przemowa gettysburska (również adres gettysburski) – krótka przemowa prezydenta Stanów Zjednoczonych Abrahama Lincolna wygłoszona 19 listopada 1863 roku, podczas uroczystości na Narodowym Cmentarzu Gettysburskim. Przemowę dedykował żołnierzom Unii, poległym w bitwie pod Gettysburgiem; przedstawiała cele, w imię których jego rząd prowadził wojnę o przywrócenie jedności państwa. Nacisk położył głównie na zgodność tych celów z podstawowymi założeniami Deklaracji Niepodległości z 1776 r. Wystąpienie to uważane jest za wzór amerykańskiej retoryki politycznej, czyli zwięzłej i zawierającej ważne treści.

## Tekst

### Angielski oryginał
Four score and seven years ago our fathers brought forth, upon this continent, a new nation, conceived in Liberty, and dedicated to the proposition that all men are created equal.
Now we are engaged in a great civil war, testing whether that nation, or any nation, so conceived, and so dedicated, can long endure. We are met here on a great battle field of that war. We have come to dedicate a portion of it as a final resting place for those who here gave their lives that that nation might live. It is altogether fitting and proper that we should do this.
But in a larger sense we can not dedicate — we can not consecrate — we can not hallow this ground. The brave men, living and dead, who struggled here, have consecrated it far above our poor power to add or detract. The world will little note, nor long remember, what we say here, but can never forget what they did here. It is for us, the living, rather to be dedicated here to the unfinished work which they have, thus far, so nobly carried on. It is rather for us to be here dedicated to the great task remaining before us — that from these honored dead we take increased devotion to that cause for which they here gave the last full measure of devotion — that we here highly resolve that these dead shall not have died in vain; that this nation shall have a new birth of freedom; and that this government of the people, by the people, for the people, shall not perish from the earth.

### Polskie tłumaczenie
Osiemdziesiąt siedem lat temu nasi ojcowie stworzyli na tym kontynencie nowy naród, poczęty w wolności i oddany wierze, że wszyscy ludzie zostali stworzeni równymi.
Teraz toczymy wielką wojnę domową, która sprawdza, czy ten naród bądź jakikolwiek naród tak poczęty i oddany takiej wierze, może się długo ostać. Spotkaliśmy się na wielkim polu bitwy tej wojny. Przybyliśmy, aby poświęcić część tego pola na miejsce ostatniego spoczynku tych, którzy tu oddali swoje życie, aby ten naród mógł żyć. Jest w pełni słuszne i właściwe, abyśmy to zrobili.
Ale w szerszym sensie, nie możemy poświęcić – nie możemy konsekrować – nie możemy uświęcić tej ziemi. Dzielni ludzie, żywi i martwi, którzy tu walczyli, uświęcili ją bardziej, niż sięga nasza nędzna władza dodawania czy ujmowania. Świat nie poświęci wiele uwagi temu, co tu mówimy, i nie będzie tego długo pamiętał, lecz nie może nigdy zapomnieć tego, czego oni tu dokonali. To my, żyjący, powinniśmy się raczej poświęcić wielkiej, nieukończonej pracy, którą ci, którzy tu walczyli, posunęli tak daleko. To raczej my powinniśmy się poświęcić wielkiemu zadaniu, które jest przed nami – abyśmy od poległych przejęli rosnące poświęcenie dla sprawy, dla której oni poświęcili wszystko – abyśmy byli zdecydowani, że ci, którzy zginęli, nie zginęli na próżno – że naród ten z pomocą Boga przeżyje nowe narodziny wolności – i że rządy ludu, przez lud i dla ludu nie znikną z oblicza ziemi.